# Sparganothoides
Sparganothoides là một chi bướm đêm thuộc phân họ Tortricinae của họ Tortricidae.

## Các loài
- Sparganothoides albescens (Walsingham, 1913)
- Sparganothoides castanea (Walsingham, 1913)
- Sparganothoides hydeana (Klots, 1936)
- Sparganothoides lentiginosana (Walsingham, 1879)
- Sparganothoides lugens (Walsingham, 1913)
- Sparganothoides machimiana (Barnes & Busck, 1920)
- Sparganothoides morata (Walsingham, 1913)
- Sparganothoides schausiana (Walsingham, 1913)
- Sparganothoides spadicea (Walsingham, 1913)
- Sparganothoides vinolenta (Walsingham, 1913)